# Samer Shehadeh
Samer Shehadeh (* 12. listopadu 1983) je bývalý pražský imám. V roce 2020 byl odsouzen za podporu terorismu.

## Život
Narodil se matce z Libanonu a palestinskému otci. Spolu se svým bratrem Omarem a jeho ženou „Fátimou“ (dříve Kristýnou) Hudkovou čelil trestnímu stíhaní z účasti na teroristické skupině a z financování terorismu. V hledáčku bezpečnostních složek se však nacházel již několik let. Podle obžaloby pomohl v listopadu 2016 bratrovi Omarovi (* 1991) a jeho ženě vycestovat do válkou zmítané Sýrie a připojit se k teroristické organizaci Fronta an-Nusrá. V roce 2017 sám zmizel z České republiky, o rok později (2018) byl dopaden v Jordánsku a převezen zpět do ČR, kde byl dán do vazby. V lednu roku 2020 začal soudní proces, kde se k činům přiznal a zároveň prohlásil, že je na své jednání hrdý, ale zároveň popřel, že by se cítil být teroristou, dle jeho slov pouze „bojoval proti zločineckému režimu v Sýrii“. V minulosti byl označován za umírněného muslima a zván do medií. V únoru roku 2020 byl odsouzen k 10 letům vězení (Omar a Fátima na 11 resp. 6 let), odvolací soud v květnu 2020 délky trestů potvrdil. V dubnu 2021 uzavřel dohodu o vině a trestu dalších 4,5 let vězení za shánění finančních prostředků (pořádal sbírku i mezi českými muslimy) a napomáhání k terorismu (k účasti v teroristické skupině přesvědčil prokazatelně jednoho člověka).